# Hargicourt (Somme)
Hargicourt korábbi község Franciaországban, Somme megyében. Lakosainak száma 405 fő (2018. január 1.). Hargicourt Aubvillers, Bouillancourt-la-Bataille, Braches, Contoire, Malpart, La Neuville-Sire-Bernard és Pierrepont-sur-Avre községekkel határos.
2019. január 1-jén Pierrepont-sur-Avre és Contoire korábbi községgel egyesült és az így létrejött Trois-Rivières új község része lett.

## Népesség
A település népességének változása:
| Lakosok száma | 416  | 396  | 398  | 403  | 405  |
|               | 2013 | 2015 | 2016 | 2017 | 2018 |